# Rassemblement pour la France
Rassemblement pour la France (Samling för Frankrike, RPF) är ett franskt högerpolitiskt parti, grundat 1999. RPF har som mål att bekämpa globalisering och europeisk federalism. Partiet motsätter sig ytterligare europeisk integration och ingår i Alliansen för nationernas Europa (AEN). Partiet gjorde ett bra val 1999, men har sedan dess tappat i stöd och är numera enbart ett stödparti till Union pour un Mouvement Populaire (UMP).